# 再制奶酪

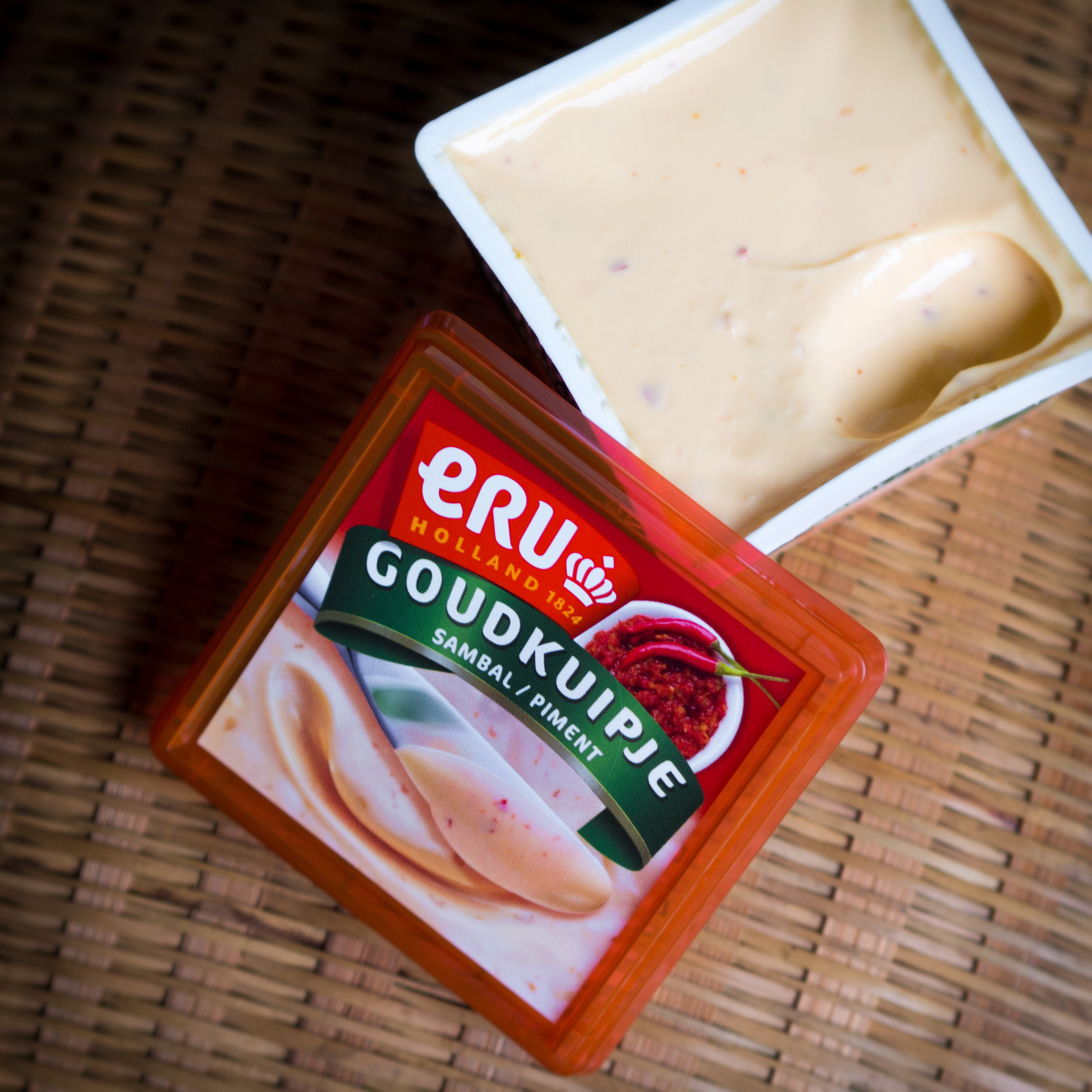
含有辣椒醬成分的乳酪醬

再制奶酪是由乾酪与乳浊液混合制成的产品。再制奶酪中除了乾酪外還包含其他成分，例如植物油、盐、食用色素或糖，因此再制奶酪具有多种口味以及颜色。再制奶酪通常含有约50%至60%的乾酪和40%至50%的其他成分。